# Украинско-хорватские отношения
Украинско-хорватские отношения — двусторонние отношения между Украиной и Хорватией. Хорватия признала независимость Украины 5 декабря 1991 года; 11 декабря того же года Украина признала независимость Хорватии. Дипломатические отношения между двумя странами были установлены 18 февраля 1992 года. В феврале 1995 года в Загребе Украина открыла своё посольство. Посольство Хорватии на Украине было открыто в 1992 году в Киеве.

## Политические контакты в 2010-е гг
В 2011—2015 годах произошел ряд встреч между представителями украинского и хорватского руководства. В 2011 году Хорватию посетили заместитель министра иностранных дел Украины Павел Климкин и Председатель Верховной Рады Владимир Литвин. В том же году президент Хорватии Иво Йосипович встретился с президентом Украины Виктором Януковичем в рамках Киевского саммита.
В 2012 году главы внешнеполитических ведомств Украины (Константина Грищенко) и Хорватии (Весны Пусич) встречались дважды: в рамках заседания министров иностранных дел и министров обороны НАТО в Брюсселе и во время Хорватского саммита в Дубровнике.
В ходе своего официального визита в Киев в ноябре 2016 года премьер-министр Хорватии Андрей Пленкович заверил правительство Украины в том, что Хорватия будет содействовать процессу вступления Украины в ЕС.

## Экономические связи
12 ноября 2012 года в Киеве проходило V заседание Межправительственной хорватско-украинской комиссии по вопросам торгово-экономического сотрудничества. В ноябре 2016 года премьер-министр Хорватии Андрей Пленкович прибыл в Киев для открытия Хорватско-украинского экономического форума.

## Военно-техническое сотрудничество
В октябре 2011 года состоялось первое заседание Хорватско-украинской комиссии по вопросам военно-технического сотрудничества.

## Украинцы в Хорватии
Согласно данным переписи населения 2011 года в Хорватии проживает 1,8 тысяч украинцев, что составляет 0,04 % от общей численности населения Хорватии. Также 1,9 тысяч (то есть 0,05 %) признали себя русинами. Украинцы Хорватии объединяются в различные организации, такие как Украинская община Республики Хорватия, Союз русинов и украинцев Республики Хорватия, Общество украинской культуры, Общество «ХОРУС — Хорватско-украинское сотрудничество».